# Exclusive Fan Edition
 (juin 2014).
Si vous disposez d'ouvrages ou d'articles de référence ou si vous connaissez des sites web de qualité traitant du thème abordé ici, merci de compléter l'article en donnant les références utiles à sa vérifiabilité et en les liant à la section « Notes et références ».
Albums de Ace of Base
The Collection/All That She Wants
(2002) Platinum & Gold Collection
(2003)
Exclusive Fan Edition  est un coffret composé de plusieurs albums, et un DVD du groupe suédois Ace of Base. Jonas annonce un peu avant sa sortie sur leur site officiel souhaiter qu'un bel objet sorte pour remercier les nombreux fans du groupe. Initialement prévu pour sortir dans plusieurs pays, cet objet collector s'est vendu uniquement en Allemagne et au Royaume-Uni. Il a été édité à très peu d'exemplaires.

## Développement
Fan Exclusive Edition est un coffret en trois parties. À l'intérieur, il y a 10 cartes postales collectors.
Il contient en bonus DVD, l'album Da Capo en version 5.1 Surround Sound, les paroles du même album, 14 vidéoclips dont le single Beautiful Morning, une biographie en anglais et en allemand, la discographie complète du groupe, et une galerie de photographies. Il est d'une durée totale de 91 minutes.

## Liste des pistes

### Flowers(CD1)
| No  | Titre                              | Producteur(s)                                                   | Durée |
| --- | ---------------------------------- | --------------------------------------------------------------- | ----- |
| 1.  | Life Is a Flower                   | P. Adebratt, T. Ekman, Jonas Berggren                           | 3:47  |
| 2.  | Always Have, Always Will           | Ole Evenrude                                                    | 3:46  |
| 3.  | Cruel Summer (Cutfather & Joe Mix) | Cutfather & Joe                                                 | 3:35  |
| 4.  | Travel to Romantis                 | Jonas Berggren, Johnny Jam & Delgado                            | 4:10  |
| 5.  | Adventures in Paradise             | Cutfather & Joe                                                 | 3:32  |
| 6.  | Dr. Sun                            | Jonas Berggren, D. Carr, J. Amatiello                           | 3:35  |
| 7.  | Cecilia                            | P. Adebratt, T. Ekman, Jonas Berggren                           | 3:55  |
| 8.  | He Decides                         | D. Carr, Peo Hägström                                           | 3:09  |
| 9.  | I Pray                             | Charles Fisher, Ulf Ekberg                                      | 3:16  |
| 10. | Tokyo Girl                         | Johnny Jam & Delgado                                            | 3:36  |
| 11. | Don't Go Away                      | Charles Fisher, Ulf Ekberg                                      | 3:41  |
| 12. | Captain Nemo                       | D. Carr, Jonas Berggren, John Amatiello                         | 4:02  |
| 13. | Donnie                             | D. Carr, Jonas Berggren, John Amatiello                         | 4:39  |
| 14. | Cruel Summer (Big Bonus Mix)       | Stephen Hague, Jonas Berggren, Ulf Ekberg, Johnny Jam & Delgado | 4:07  |

### Single of the 90s(CD2)
| No  | Titre                                    | Producteur(s)                                                   | Durée |
| --- | ---------------------------------------- | --------------------------------------------------------------- | ----- |
| 1.  | C'est La Vie (Always 21)                 | J. Ekgren, S. Pettersen, S. Rösnes                              | 3:27  |
| 2.  | The Sign                                 | Denniz Pop, Jonas Berggren, D. Carr                             | 3:09  |
| 3.  | Beautiful Life                           | Denniz Pop, M. Martin, Jonas Berggren                           | 3:39  |
| 4.  | Hallo Hallo                              | The Trinity Boys                                                | 2:51  |
| 5.  | Always Have Always Will                  | Ole Evenrude                                                    | 3:46  |
| 6.  | Love in December                         | Soulpoets                                                       | 4:00  |
| 7.  | All That She Wants                       | Denniz Pop, Jonas Berggren, Ulf Ekberg                          | 3:30  |
| 8.  | Living in Danger                         | Per Adebratt, Tommy Ekman                                       | 3:10  |
| 9.  | Everytime It Rains                       | Cutfather & Joe                                                 | 3:55  |
| 10. | Don't Turn Around                        | Per Adebratt, Tommy Ekman                                       | 3:51  |
| 11. | Cruel Summer (Big Bonus Mix)             | Stephen Hague, Jonas Berggren, Ulf Ekberg, Johnny Jam & Delgado | 4:07  |
| 12. | Happy Nation (Radio Edit)                | Jonas Berggren; Ulf Ekberg                                      | 3:32  |
| 13. | Lucky Love                               | Denniz Pop, Max Martin, Jonas Berggren                          | 2:52  |
| 14. | Never Gonna Say I'm Sorry (Long Version) | Denniz Pop, Max Martin, Jonas Berggren                          | 6:33  |
| 15. | Life Is a Flower                         | P. Adebratt, T. Ekman, Jonas Berggren                           | 3:47  |
| 16. | Wheel of Fortune (7" Mix)                | Jonas Berggren, Ulf Ekberg                                      | 3:40  |

### Audio Da Capo(DVD)
| 1.    | Unspeakable                 | Jonas von der Burg, Harry Sommerdahl, Jonas Berggren | 3:14 |
| 2.    | Beautiful Morning           | Pontus Söderqvist                                    | 2:59 |
| 3.    | Remember the Words          | Jonas von der Burg, Harry Sommerdahl, Jonas Berggren | 3:43 |
| 4.    | Da Capo                     | Thorsten Brötzmann et Jeo                            | 3:10 |
| 5.    | World Down Under            | Harry Sommerdahl, Jonas von der Burg                 | 3:32 |
| 6.    | Ordinary Day                | Pontus Söderqvist                                    | 3:24 |
| 7.    | Wonderful Life              | Thorsten Brötzmann et Jeo                            | 4:15 |
| 8.    | Show Me Love                |                                                      | 3:42 |
| 9.    | What's the Name of the Game | Jonas von der Burg, Harry Sommerdahl, Jonas Berggren | 3:02 |
| 10.   | Change with the Light       | Pontus Söderqvist, Nick Nice, Ulf Ekberg             | 3:35 |
| 11.   | Hey Darling                 | Pontus Söderqvist, Nick Nice                         | 3:16 |
| 12.   | The Juvenile                | Pontus Söderqvist, Martin Hedström                   | 3:45 |
| 41:55 |                             |                                                      |      |

### DVD Vidéo
| 1.  | C'est La Vie (Always 21)  |  |
| 2.  | The Sign                  |  |
| 3.  | Beautiful Life            |  |
| 4.  | Always Have, Always Will  |  |
| 5.  | All That She Wants        |  |
| 6.  | Living in Danger          |  |
| 7.  | Don't Turn Around         |  |
| 8.  | Cruel Summer              |  |
| 9.  | Happy Nation              |  |
| 10. | Lucky Love                |  |
| 11. | Never Gonna Say I'm Sorry |  |
| 12. | Life Is a Flower          |  |
| 13. | Wheel of Fortune          |  |
| 14. | Beautiful Morning         |  |